# Ключ 212
| ⿓                     | ⿓         | ⿓         |
| ---------------------- | ---------- | ---------- |
| 211                    | 212        | 213        |
| Піньінь:               | lóng       | lóng       |
| Чжуїнь:                |            |            |
| Вейд-Джайлз:           |            |            |
| Ютпхін:                |            |            |
| Он:                    | たつ tatsu | たつ tatsu |
| Кун:                   |            |            |
| Кандзі:                |            |            |
| Хун:                   | 용         | 용         |
| Им:                    |            |            |
| Індекс у Вікісловнику: | ⿓         | ⿓         |

Ключ 212 (⿓, в юнікоді U+2FD3) - один з двох (з загальної кількості 214) ієрогліфічних ключів, який складається з 16 рисок.
В Словнику Кансі подано 14 ієрогліфів з цим ключем.

## Ієрогліфи
| кількість рисок | ієрогліфи |
| --------------- | --------- |
| без додаткових  | 龍        |
| 2 додаткові     | 龎        |
| 3 додаткових    | 龏龐龘    |
| 4 додаткових    | 龑        |
| 5 додаткових    | 龒        |
| 6 додаткових    | 龓龔龕    |
| 9 додаткових    | 龗        |
| 16 додаткових   | 龖        |